# Gmina Lewin Kłodzki
Gmina Lewin Kłodzki je polská vesnická gmina v okrese Kladsko v Dolnoslezském vojvodství. Sídlem gminy je ves Lewin Kłodzki.
V roce 2017 zde žilo 1 940 obyvatel. Gmina má rozlohu 52,1 km² a zabírá 3,2 % rozlohy okresu. Skládá se z 18 starostenství.

## Starostenství
Gmina zahrnuje vesnice Dańczów, Gołaczów, Jarków, Jawornica, Jeleniów, Jerzykowice Małe, Jerzykowice Wielkie, Kocioł, Krzyżanów, Kulin Kłodzki, Leśna, Lewin Kłodzki, Taszów, Witów, Zielone Ludowe, Zimne Wody.